# Sida pseudorubifolia
Sida pseudorubifolia är en malvaväxtart som beskrevs av Antonio Krapovickas. Sida pseudorubifolia ingår i släktet sammetsmalvor, och familjen malvaväxter. Inga underarter finns listade i Catalogue of Life.